# Исследовательско-проектный центр кораблестроения
Исследовательско-проектный центр кораблестроения (укр. Дослідно-проектний центр кораблебудування) — предприятие военно-промышленного комплекса Украины, которое осуществляет научно-исследовательские работы в области военного кораблестроения, занимается проектированием боевых кораблей и вспомогательных судов различного назначения.

## История

### 1975—1991
В 1975 году в Николаеве был открыт филиал ленинградского Северного проектно-конструкторского бюро.
В 1990 году николаевский филиал СПКБ был реорганизован в Южное проектно-конструкторское бюро.

### После 1991
В 1993 году президент Украины Л. Д. Кучма издал указ о разработке национальной программы развития кораблестроения. Военную часть программы разрабатывал николаевский Исследовательско-проектный центр кораблестроения, в разработке гражданской части программы участвовало киевское ЦКБ «Шхуна».
3 марта 1995 года центр был внесён в перечень предприятий и организаций Украины, которые не подлежат приватизации в связи с их общегосударственным значением.
В августе 1997 года центр был включён в перечень предприятий, имеющих стратегическое значение для экономики и безопасности Украины.
В апреле 1998 года в соответствии с постановлением Кабинета министров Украины центр был передан в ведение министерства промышленной политики Украины.
12 июля 1999 года центр был назначен головной научной организацией Украины по научно-техническому направлению «кораблестроение».
В первой половине 2000-х годов центром были разработаны проекты 1200-тонного корвета проекта 58200 «Гайдук-21» и бронекатера проекта 58150 «Гюрза».
В декабре 2005 года Кабинет министров Украины принял решение о государственной поддержке ряда предприятий судостроительной промышленности страны (в число которых был включён Исследовательско-проектный центр кораблестроения).
Во второй половине 2000-х годов центром был разработан проект корвета проекта 58250.
Начавшийся в 2008 году экономический кризис осложнил положение предприятия, поскольку министерство обороны Украины не перечислило своевременно деньги за выполненные работы.
После создания в декабре 2010 года государственного концерна «Укроборонпром», исследовательско-проектный центр вошёл в состав концерна.
В дальнейшем, центром был разработан проект малого артиллерийского катера проекта 58155 «Гюрза-М».
В 2014 году центр начал работы по созданию быстроходного бронированного десантно-штурмового катера, который получил наименование «Кентавр». Технический проект катера «Кентавр» был завершен летом 2015 года.
В январе 2016 года министерство обороны Украины поручило центру разработать технический проект модернизации фрегата «Гетман Сагайдачный»
21 февраля 2018 года центр был внесён в перечень предприятий и организаций, имеющих стратегическое значение для экономики и безопасности Украины.
В августе 2019 года центру было поручено разработать проект модернизации двух катеров Island, в сентябре 2018 года переданных ВМФ Украины из США по программе военной помощи.

## Проекты
- Казахстан: ракетно-артиллерийские катера проекта 0250 «Барс-МО»